# Arrondissement de Wiesbaden
L'arrondissement de Wiesbaden est un arrondissement de la province prussienne de Hesse-Nassau de 1886 à 1928, ayant son siège à Wiesbaden.

## Géographie
L'arrondissement englobe les contreforts sud du Taunus à peu près entre le Walluf (de) à l'ouest et le Schwarzbach (de) à l'est.

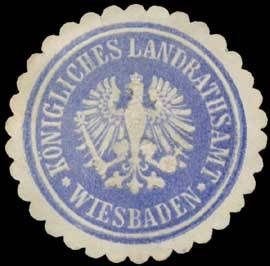
Sceau du bureau de l'arrondissement royal de Wiesbaden

## Histoire
L'arrondissement de Wiesbaden est formé le 1er avril 1886 dans le cadre d'une réforme territoriale dans la province de Hesse-Nassau à partir des communes des bureaux de Wiesbaden (de) et Hochheim (de) à l'exception des communes de Langenhain, Lorsbach et Marxheim. Jusque-là, l'arrondissement formait la partie ouest de l'arrondissement du Main (de), fondé en 1867.
Les villes et communes limitrophes de Wiesbaden participent à la croissance démographique rapide de cette ville, conjuguée à une industrialisation croissante, notamment le long du Rhin. Par la suite, Biebrich, Schierstein et Sonnenberg sont rattachés à Wiesbaden le 1er octobre 1926.
L'arrondissement est dissous le 1er avril 1928. Bierstadt, Dotzheim, Erbenheim, Frauenstein, Heßloch, Igstadt, Kloppenheim, Rambach et Georgenborn sont incorporés à Wiesbaden. La ville d'Hochheim am Main et toutes les autres communes de l'arrondissement sont incorporés à l'arrondissement de Main-Taunus nouvellement fondé.

## Évolution de la démographie
| Année | Habitants |
| ----- | --------- |
| 1890  | 41 631    |
| 1900  | 53.108    |
| 1910  | 68 330    |
| 1925  | 70 319    |

## Administrateurs de l'arrondissement
- 1867–1869: Paul von Jordan (de)
- 1869–1879: Friedrich Raht (de)
- 1879–1894: Guido von Matuschka-Greiffenclau (de)
- 1903–1907: Günther von Hertzberg (de)
- 1907–1918: Friedrich von Heimburg (de)
- 1918–1928: Karl Josef Schlitt (de)

## Communes
L'arrondissement de Wiesbaden compte initialement 27 communes et en 1928 encore 24 :
| - Auringen - Biebrich, à partir de 1891 ville, 1926 à Wiesbaden - Bierstadt - Breckenheim - Delkenheim - Diedenbergen - Dotzheim - Eddersheim - Erbenheim - Flörsheim am Main - Frauenstein - Georgenborn - Heßloch - Hochheim am Main, ville | - Igstadt - Kloppenheim - Massenheim - Medenbach - Naurod - Nordenstadt - Rambach - Schierstein, 1926 à Wiesbaden - Sonnenberg, 1926 à Wiesbaden - Wallau - Weilbach - Wicker - Wildsachsen |